# Patersdorf
Patersdorf è un comune tedesco di 1 796 abitanti, situato nel land della Baviera.